# Фубар (фильм)
«Фубар» (англ. FUBAR — сокращение от Fucked Up Beyond All Recognition, что примерно можно перевести как Идиотизм за гранью понимания) — канадский комедийный псевдодокументальный фильм 2002 года.

## Сюжет
В Альберте (Канада) живут двое закадычных друзей: Дин и Терри. Начинающий режиссёр Фаррел решает снять о них документальный фильм: об их дружбе, взрослении, как они пьют пиво и создают музыкальную группу. Их лидером является Трой (Трон) Макрэй, который весьма пренебрежительно относится к остальным членам «банды».
Однажды Фаррел узнаёт, что Дин скрывает от своих друзей серьёзную болезнь — рак яичек. Дин отправляется к доктору, и тот назначает ему операцию. За пару дней до неё Терри приглашает Дина, Фаррела и всю его съёмочную группу на пикник.

## В ролях
| Актёр           | Роль               |
| --------------- | ------------------ |
| Дэвид Лоуренс   | Терри Кахилл       |
| Пол Спенс       | Дин Мардок         |
| Гордон Скиллинг | Фаррел Митчнер     |
| Эндрю Спарачино | Трой «Трон» Макрэй |

В фильме 274 раза произносится слово fuck, то есть примерно 3,6 раз в минуту.
В 2010 году вышло продолжение ленты — «Фубар 2».
В 2003 году фильм номинировался на Джини в категории «Лучший монтаж», но не получил награды.
Многие «актёры» в фильме (включая двух драчунов) думали, что снимается не псевдо-, а документальный фильм.